# Формула-5000

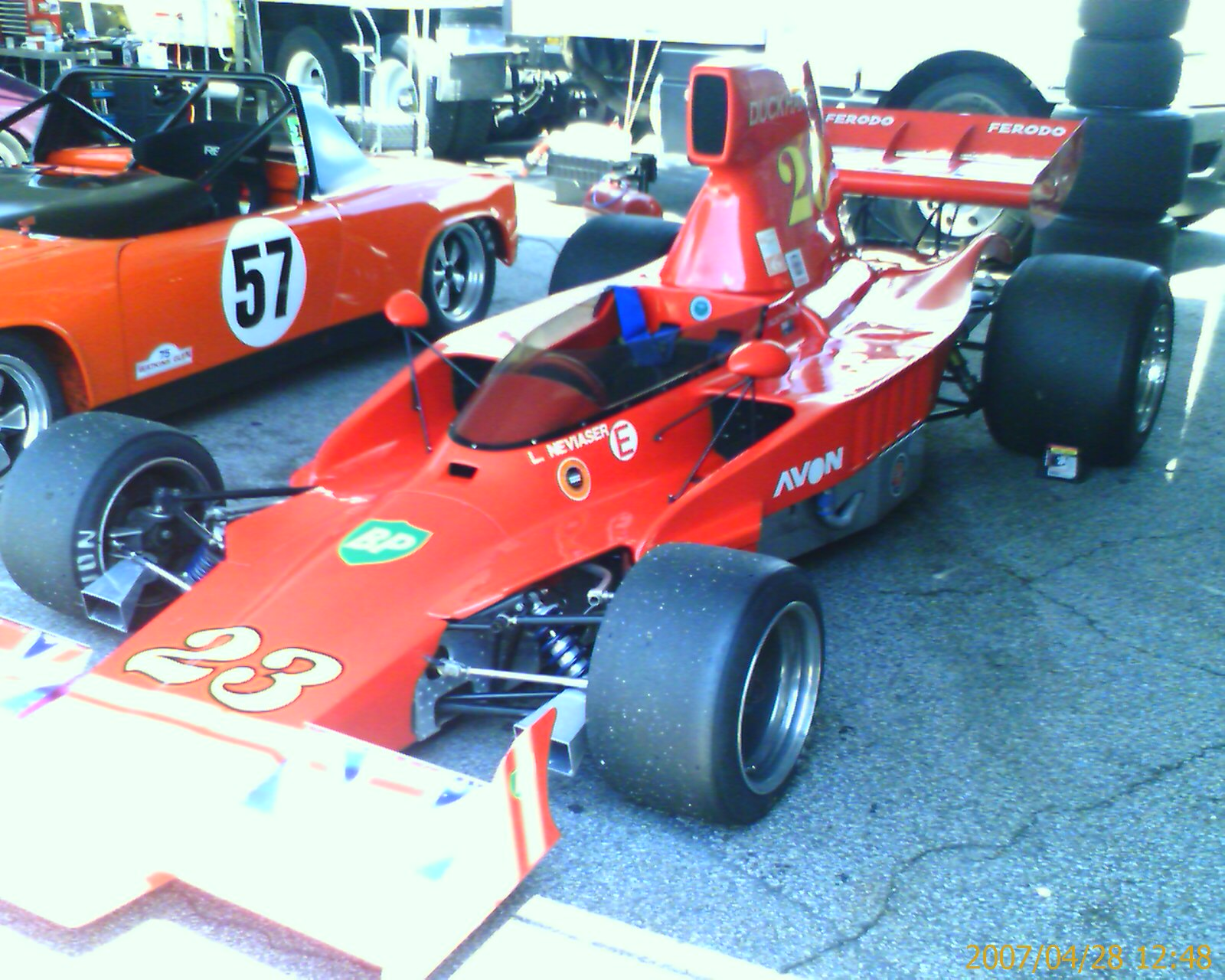
Lola T-332, 1974 г.

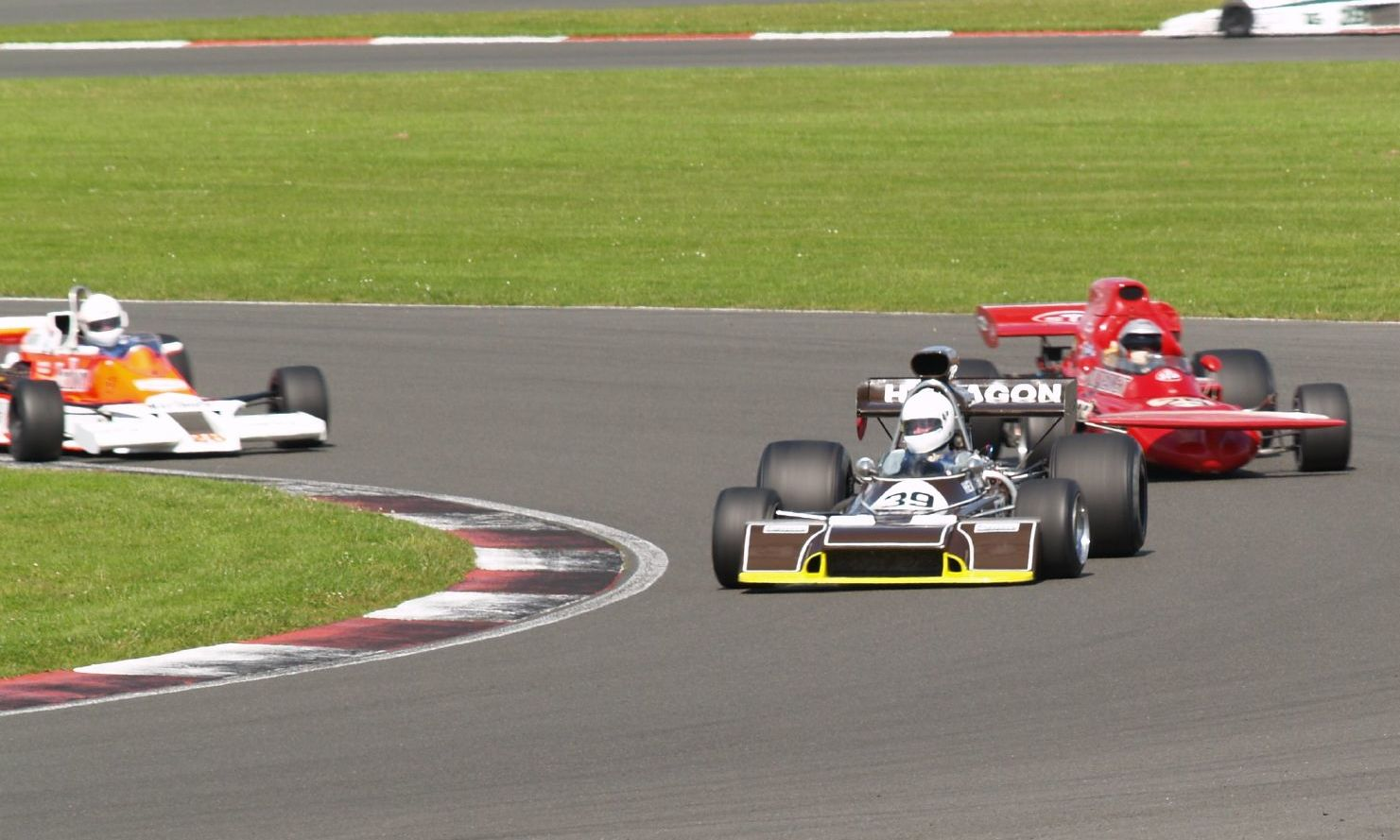
Trojan T101 F5000 на гонке International Trophy в рамках уикенда Silverstone Classic. За ним машин Ф1 — March 711 (слева) и McLaren M26 (справа)

Формула 5000 (также Ф5000) — гоночная формула, использовавшаяся разными гоночными сериями в разных странах по всему миру с 1968 по 1982 гг. Изначально возникла как попытка объединить серии с низкими затратами, чьи машины не вписывались ни в какие известные формулы. Число «5000» обозначает максимальный объём двигателя в кубических сантиметрах, но обычно двигатели имели меньший объём — 3500, 4500 или 4700 «кубиков». В числе производителей были такие гранды как Макларен, Лола, Марч, Лотус, Игл, Шеврон.

## Ф5000 в мире

### В Северной Америке

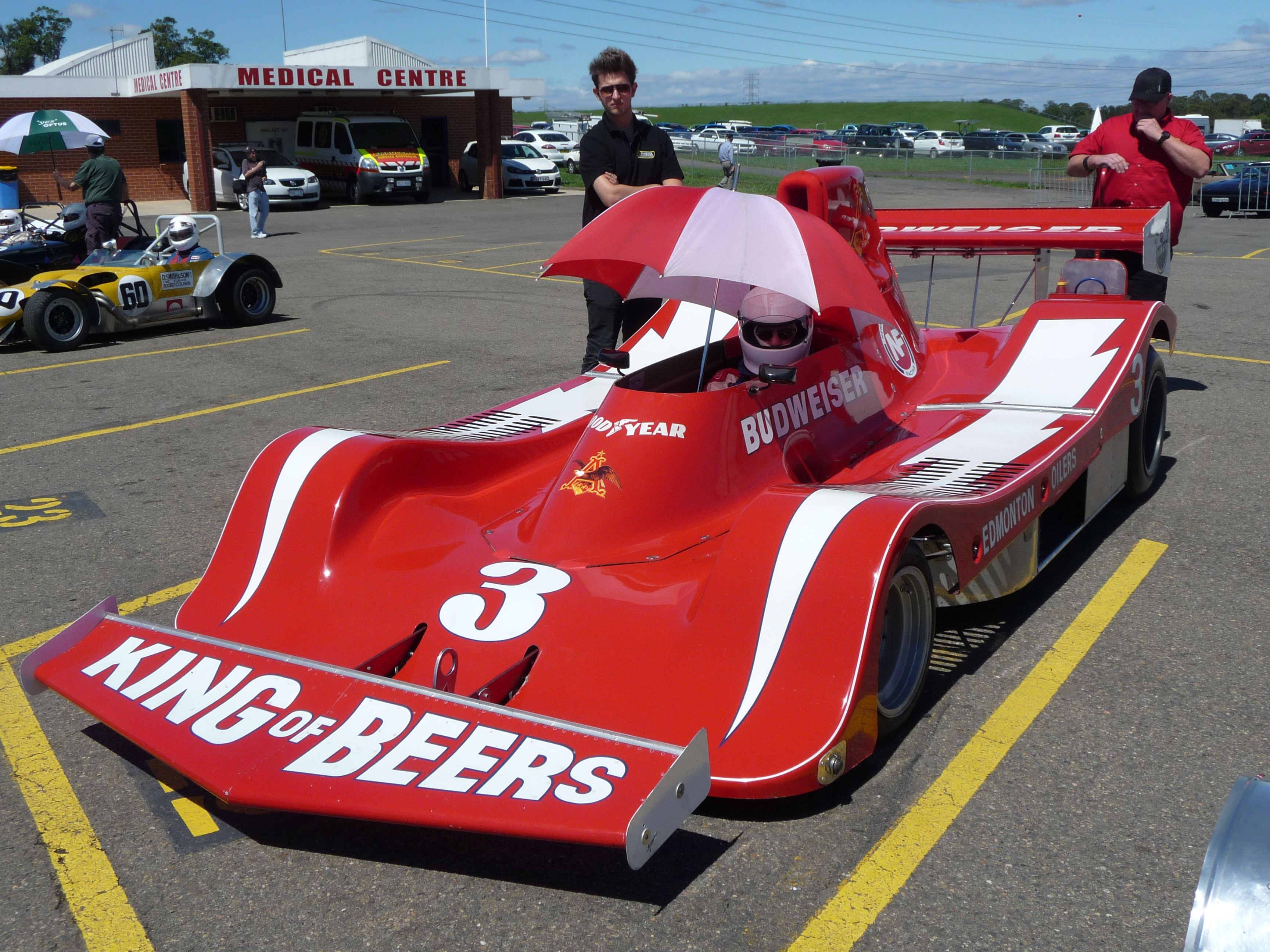
Lola Формулы-5000 Пола Ньюмана, перестроенная в спортпрототип Can-Am

В США новая формула появилась в 1968 г в гонках серии Формула А (под управлением SCCA). В этой серии выступали машины с открытыми колесами различного происхождения, однако очень быстро на лидирующие роли вышли машины с двигателями на основе больших американских дорожных V8. Идея пришла из серии Can-Am, где выступали неограниченные спорткары Группы 7, преимущественно с большими восьмицилиндровыми двигателями. Ф5000 должна была перенести эту идею в среду автомобилей с открытыми колесами. Затея оказалась плодотворной, серия набрала популярность к началу 70-х и привлекала таких именитых гонщиков как Марио Андретти, Джоди Шектер, Брайан Редман.
Рост расходов и доминирование Лолы привели к потере популярности к 1975 г. Старые машины участвовали в национальных гонках SCCA, но топ-команды оснастили свои машины новыми кузовами, закрывающими колеса (и превратившими их в открытые спортпрототипы), с тем чтобы принять участие уже в Кан-Ам, который специально принял новые правила к 1977 г. Идея оказалась работоспособной и привлекала много европейских гонщиков, но когда IMSA анонсировала новые правила группы GTP, то машины Кан-Ама оказались слишком медленными и неконкурентоспособными по сравнению с ними.
Также машины Ф5000 участвовали в «Битве Двух Миров» — гонке прошедшей на Ontario Motor Speedway в Калифорнии в 1971 г. с участием гонщиков Ф1 и Америки на, соответственно, машинах Ф1 и Ф5000. Ввиду технического превосходства машин Ф1 они вышли победителями.

### В Европе
Появление двигателей Cosworth DFV давало возможность многим командам строить собственные шасси с использованием превосходной системы двигатель-трансмиссия и таким образом такие команды как Купер, Брэбем или Лотус прекратили производство машин Ф1 на заказ. Однако при этом страдали небольшие частные команды и гонщики, не участвовавшие в гонках Ф1. RAC быстро сориентриовался и принял американские правила Ф5000.
В отличие от американских гонок, британский чемпионат не привлекал звездных имен из мира Ф1 и спортивных машин, костяк составляли гонщики Ф2 и аутсайдеры Ф1. Однако чемпионат мог служить ступенькой роста — Петер Геттин получил место в Ф1 благодаря своим титулам в Ф5000. Несмотря на название Британской Ф5000 (в зависимости от спонсора менялось на Guards F5000, Rothmans F5000, Shellsport F5000), чемпионат проводил гонки по всей Европе, включая такие известные трассы, как Монца, Хоккенхаймринг, Зандвоорт, где к ним присоединялись гонщики из континентальной части Европы.
Падение курса фунта (как следствие энергетического кризиса) и рост цен на ввозимые «восьмерки» Шевроле вызвали попытки заменить большие американские нижневальные моторы — например Cosworth GA V6 с двойным верхним распредвалом, изначально стоявшем на Форд Капри Группы 2. Этот 3,5-литровый двигатель делал конкурентоспособными Шеврон В30 и Марч-75А. Марч-75 был даже быстрее ранних модификаций модели 751, сделанной для Ф1.
Упадок чемпионата начался по той же причине, что и в Америке, и было принято решение о допуске машин Ф1. Так было положено начало Британскому чемпионату Ф1. Машины Ф5000 тоже допускались, но имели мало шансов против 3-литровых соперников. Также машины Ф5000 допускались Британский чемпионат по спринту, а в начале 80-х в гонки Свободной Формулы.

### В Австралии и Новой Зеландии
В Австралии и Новой Зеландии Ф5000 заменила Интерконтинентальную Формулу ФИА в серии Тасман с 1970 г. Серия Тасман проходила в межсезонье Ф1, когда в Европе была зима, и привлекала в конце 1960-х гг. немало имен из мира гонок Гран-при, как местных, вроде Брюса Макларена и Джека Брэбема, так и иностранцев, таких как Грэм Хилл и Джим Кларк. Но принятие правил Ф5000 хоть и сделало серию конкурентным чемпионатом, но громкие имена в ней больше не появлялись, и местные гонщики соревновались всего лишь с несколькими европейцами.

### В Южной Африке
В Южной Африке машины Ф5000 выступали наравне со старыми машинами Ф1.

## Чемпионы Ф5000
| US Formula A/F5000                                                              | US Formula A/F5000 | US Formula A/F5000        |
| Год                                                                             | Гонщик             | Машина                    |
| ------------------------------------------------------------------------------- | ------------------ | ------------------------- |
| 1967                                                                            | Гас Хатчинсон      | Lotus 41                  |
| 1968                                                                            | Лу Селл            | Eagle Mk4                 |
| 1969                                                                            | Тони Адамович      | Eagle Mk5                 |
| 1970                                                                            | Джон Кэннон        | McLaren M10B              |
| 1971                                                                            | Дэвид Хоббс        | McLaren M10B              |
| 1972                                                                            | Грэм Макрэй        | McRae GM1                 |
| 1973                                                                            | Джоди Шектер       | Trojan T101 Lola T330     |
| 1974                                                                            | Брайан Редман      | Lola T332                 |
| 1975                                                                            | Брайан Редман      | Lola T332 Lola T400       |
| 1976                                                                            | Брайан Редман      | Lola T332C                |
| Одноместные машины Can-Am                                                       |                    |                           |
| 1977                                                                            | Патрик Тамбе       | Lola T333CS               |
| 1978                                                                            | Алан Джонс         | Lola T333CS               |
| 1979                                                                            | Жаки Икс           | Lola T333CS               |
| 1980                                                                            | Патрик Тамбе       | Lola T530                 |
| 1981                                                                            | Джефф Брэбем       | Lola T530 VDS 001         |
| 1982                                                                            | Эл Ансер-мл.       | Frissbee GR2 Frissbee GR3 |
| 1983                                                                            | Жак Вильнёв-ст.    | Frissbee GR2 Frissbee GR3 |
| 1984                                                                            | Майкл Роу          | VDS 002 VDS 004           |
| 1985                                                                            | Рик Мяскевич       | Frissbee GR3              |
| 1986                                                                            | Хорст Кролл        | Frissbee KR3              |
| Британский чемпионат F5000                                                      |                    |                           |
| 1969                                                                            | Питер Гетин        | McLaren M10A              |
| 1970                                                                            | Питер Гетин        | McLaren M10B              |
| 1971                                                                            | Фрэнк Гарднер      | Lola T192 Lola T300       |
| 1972                                                                            | Ги ван Леннеп      | Surtees TS11              |
| 1973                                                                            | Тедди Пилетт       | Chevron B24               |
| 1974                                                                            | Боб Эванс          | Lola T332                 |
| 1975                                                                            | Тедди Пилетт       | Lola T400                 |
| 1976                                                                            | Дэвид Пэрли        | Chevron B30               |
| Tasman Series (в годы действия F5000)                                           |                    |                           |
| 1970                                                                            | Грэм Лоуренс       | Ferrari 246T              |
| 1971                                                                            | Грэм Макрэй        | McLaren M10B              |
| 1972                                                                            | Грэм Макрэй        | McRae GM1                 |
| 1973                                                                            | Грэм Макрэй        | McRae GM1                 |
| 1974                                                                            | Питер Гетин        | Chevron B24               |
| 1975                                                                            | Уорик Браун        | Lola T332                 |
| Австралийский чемпионат среди гонщиков — CAMS Gold Star (в годы действия F5000) |                    |                           |
| 1971                                                                            | Макс Стюарт        | Mildren                   |
| 1972                                                                            | Франк Матич        | Matich A50                |
| 1973                                                                            | Джон Маккормак     | Elfin MR5                 |
| 1974                                                                            | Макс Стюарт        | Lola T330                 |
| 1975                                                                            | Джон Маккормак     | Elfin MR6                 |
| 1976                                                                            | Джон Леффлер       | Lola T400                 |
| 1977                                                                            | Джон Маккормак     | McLaren M23               |
| 1978                                                                            | Грэм Макрей        | McRae GM3                 |
| 1979                                                                            | Джонни Уокер       | Lola T332                 |
| 1980                                                                            | Альфредо Костанцо  | Lola T430                 |
| 1981                                                                            | Альфредо Костанцо  | McLaren M26               |